# Marco Marcato
Marco Marcato (nascido em 11 de fevereiro de 1984) é um ciclista italiano. Tornou-se profissional em 2006 e atualmente compete pela equipe Wanty-Groupe Gobert.

## Palmarés
2005
- 1ª etapa da Volta à Eslovênia

2006
- 1ª etapa da Volta a Chihuahua

2007
- 1ª etapa da Volta a Irlanda

2011
- Tour de Vendée

2012
- 1ª etapa da Estrella de Bessèges
- París-Tours

## Resultados nasGrandes Voltas
| Carreira           | 2005 | 2006 | 2007 | 2008 | 2009 | 2010 | 2011 | 2012 | 2013 | 2014 |
| ------------------ | ---- | ---- | ---- | ---- | ---- | ---- | ---- | ---- | ---- | ---- |
| Giro d'Italia      | -    | -    | -    | -    | -    | -    | -    | -    | 76º  | -    |
| Tour da França     | -    | -    | -    | -    | -    | -    | 89º  | 67º  | -    | 80º  |
| Vuelta a España    | -    | -    | -    | -    | Ab.  | -    | -    | -    | -    | -    |
| Mundial em Estrada | -    | -    | -    | -    | -    | -    | -    | 77º  | -    | -    |